# Дванаест малих пророка
Дванаест мањих пророка, такође „мали пророци” – назив јеврејских књига пророчанстава дванаест аутора (пророка), које се обично називају „малим”, због обима ових књига, који је мањи од обима књига четири „велика“ пророка (Исаија, Јеремија, Језекиљ, Данило). Они представљају последњу од осам књига друге групе књига Танаха - Невиим („Пророци“), пратећи Тору („Закон“).
Рани преводи Танаха, који претходе масоретском дизајну у његовом садашњем облику, ни Септуагинта (3.-1. век пне), ни Пешита (2, век нове ере), ни Вулгата (5. век нове ере) не познају „Пророке“ као посебан део Старог завета; Први пут их је унук Исуса сина Сираховог поменуо као посебну групу књига у предговору превода књиге његовог деде.
Поделу на прве („велике”) и последње („мале”) увели су масорети у 7. веку нове ере. е.; у време Јеронима (4. век) још није било познато.
- Књига пророка Осије.
- Књига пророка Јоила.
- Књига пророка Амоса.
- Књига пророка Авдије.
- Књига пророка Јоне.
- Књига пророка Михеја.
- Књига пророка Наума.
- Књига пророка Авакума.
- Књига пророка Софоније.
- Књига пророка Агеја.
- Књига пророка Захарије.
- Књига пророка Малахије.

Исус Христ је ставио књиге пророка поред Мојсијевог закона. „Закон и пророци“ је постао типичан израз који означава целокупну суштину Старог завета (Матеј 22:40; Дела апостолска 24:14).